# Sven Sigurd
Sven Sigurd – szwedzki żużlowiec, występujący również na torach długich i lodowych.
W latach 1964–1971 sześciokrotny finalista indywidualnych mistrzostw Europy oraz świata na długim torze (najlepsze wyniki: V m. w ME – Scheeßel 1970 oraz dwukrotnie VI m. w ME – Seinäjoki 1965 i Mühldorf 1966).
Na torach klasycznych – trzykrotny finalista indywidualnych mistrzostw Szwecji (najlepszy wynik: Sztokholm 1965 – XI miejsce) oraz siedmiokrotny uczestnik eliminacji indywidualnych mistrzostw świata (najlepsze wyniki: dwukrotnie XIV miejsca w finałach skandynawskich – Skien 1965 i Selskov 1967).
W lidze szwedzkiej reprezentował kluby: Ornarna Mariestad (1960–1967) oraz Njudungarna Vetlanda (1969–1974). Trzykrotnie zdobył medale Drużynowych Mistrzostw Szwecji: srebrny (1969) oraz dwa brązowe (1966, 1970).